# Tony O'Neill
Pour les articles homonymes, voir O'Neill.
Œuvres principales
- Du bleu dans les veines
- Notre Dame du Vide
- Sick city

Tony O'Neill, né en 1978 à Blackburn dans le Lancashire, est un écrivain anglais. Il a également été le pianiste de Marc Almond et du groupe Kenickie. Il est également l’auteur de plusieurs ouvrages dont Notre dame du vide et Sick city. Il vit aujourd'hui à New York.

## Biographie
Tony O’Neill est un ancien junky qui raconte son parcours et le chemin cahoteux de la dépendance et de la rédemption dans certains de ses livres, comme Du bleu dans les veines. Tout a commencé en 1996, lorsqu’il rejoint le groupe Soft Cell fondé par Marc Almond et déménage à Londres. C’est à cette époque qu’il découvre la folie du milieu musical anglais et se laisse tenter aux différentes drogues présentes dans ce monde. Il déménagea ensuite à Los Angeles où il fut accepté dans le groupe de Kenickie, groupe de punk-rock qui lui fit découvrir Los Angeles.
À Los Angeles, il connut la déchéance, se maria à Las Vegas et continua à sombrer de plus en plus dans la drogue. Après des désintox à répétition, un deuxième mariage et une overdose qui a bien failli le tuer, il rencontra la femme de sa vie. C’est pour cette femme, Vanessa, et l’enfant qu’elle porte, que Tony O’Neill arrivera à se sortir de la drogue. Il est maintenant[Depuis quand ?] complètement clean, marié à Vanessa et papa d’une fille appelée Nico.
Il a sorti son premier livre en 2006, Du bleu dans les veines, qui raconte ses années difficiles plongé dans l'univers de la drogue. Ce livre a rencontré un succès important et a été défini par la presse anglaise comme faisant partie des écrivains de « la génération Off-Beat ». À la suite de cet ouvrage, il écrivit des poésies, romans, biographies et nouvelles qui furent publiées par une maison d’édition américaine.
Sa carrière a démarré en Europe en 2009, avec la sortie du livre Notre dame du vide traduit et publié par 13e note éditions en français avant d’être ensuite publié en Allemagne et en Italie. Ce premier ouvrage ayant trouvé son public en France, 13e note a ensuite publié les autres ouvrages de Tony O’Neill.

## Romans
- Notre Dame du Vide, 13e note éditions, 2009 ((en) Pray to the Void, 2009)
- Dernière descente à Murder Mile, 13e note éditions, 2010 ((en) Down and Out on Murder Mile: A Novel, 2008)
- Sick city, 13e note éditions, 2011 ((en) Sick city, 2010)

Ce thriller a eu un grand succès aux États-Unis. Dès sa sortie, il a reçu des éloges et de très nombreux compliments. Il semblerait que les droits de ce livre ont été achetés et qu’un film va être tourné. Il va entrer en production fin 2016.[réf. nécessaire]
- Du bleu sur les veines, 13e note éditions, 2013 ((en) Digging the Vein, 2006)
- Black Néon, 13e note éditions, 2014 ((en) Black Neon, 2006)
- La Vie sauvage, Hélice Hélas Éditeur, 2016 (Roman graphique en co-élaboration avec David Brülhart)
- L'or des fous, Schnaps!, 2017 (Nouvelle publiée dans la revue Schnaps! # 2[4])

Black Néon est la suite du roman sick city.
- (en) Seizure Wet Dreams, 2006
- (en) The Loose Canon Vol. 1, 2009
- (en) The Heroin Chronicles, 2012
- (en) Songs from the Shooting Gallery, 2007